# Šimška
Šimška je základní sídelní jednotka města Šenov, v okrese Ostrava-město. Zahrnuje místní části Šimška, Lapačka a Podvihov.

## Šimška

### Poloha
Šimška se nachází v jižní části města Šenova pod komplexem lesa Bobčok. Hranicí mezi Lapačkou a Šimškou jsou Stovky, malý potůček vlévající se do Dolní Datyňky (Venclůvky). Hranicí mezi Šimškou a Škrbení, což je další místní část Šenova (zároveň i základní sídelní jednotka – ZSJ), je pak potok Dolní Datyňka. Šimška také leží na Šenovské naučné stezce. 

### Technické památky
V Šenově se nachází pět větrných mlýnků, právě jeden z nich dosud stojí na Šimšce.

### Dostupnost
Na Šimšku jezdí autobusová linka 418 MHD Havířov. Občané tak mají spojení s centrem Šenova, ale i s vlakovým nádražím Havířov.

## Lapačka

### Poloha
Lapačka se nachází v jižní části města Šenov. Začíná na ulici Frýdecké s křižovatkou ulic Volenská a Ke Stovkám a končí na ulici Frýdecké křižovatkou ulice Jižní, kde začíná Podvihov. Součástí Lapačky jsou i ulice Ke Stovkám, Klidná, K Šajaru, Řadová, Ořechová, Venkovská, Světlá, Rodinná, Rovná, Zelená, U Lapačky, část ulice U Hřiště, Nad Lapačkou, K Pískovně a Nad Kurty.

### Vybavenost
Obyvatelé Lapačky mají k dispozici samoobsluhu Budoucnost a restauraci Lapačka. Poblíž těchto dvou budov se nachází i fotbalové hřiště SK Lapačka s posezením a je vybaveno i houpačkami a kolotočem pro děti. Na Lapačce se pak každým rokem koná Mistrovství ČR v terénní lukostřelbě.
Stojí zde i mateřská škola na ulici U Hřiště.

### Dostupnost
Na Lapačce je jen jedna autobusová zastávka. Do Ostravy jezdí linky 28 a 71 (noční) dopravce DP Ostrava, a také dvě linky ČSAD Frýdek-Místek 383 a 387. Do Havířova jezdí linky 418 a 411 MHD Havířov.